# Who Do You Love (The Chainsmokers)
"Who Do You Love" is een nummer van het Amerikaanse dj-duo The Chainsmokers met de Australische band 5 Seconds of Summer, uitgebracht op 7 februari 2019, via Sony Music. Het is de eerste samenwerking van de artiesten samen en volgt respectievelijk hun singles "Hope" en "Lie to Me" op in december 2018. Het nummer is de eerste single van het aankomende derde studioalbum World War Joy van The Chainsmokers. De muziekvideo werd uitgebracht op 25 maart 2019.

## Promotie
Zowel The Chainsmokers als 5 Seconds of Summer plaatsten clips op sociale media voor de aankondiging, waarbij 5 Seconds of Summer door een "psychedelisch landschap" leek te lopen en The Chainsmokers in een studio zaten te praten over hun gebrek aan inspiratie.

## Muziekvideo
In de muziekvideo strijden The Chainsmokers tegen de Australische band. De twee komen aan bij een garage en spelen in vergelijking om te zien welke band de beste is. De twee bands treden op tijdens een concert terwijl beide allerlei stunts uithalen om te bewijzen dat ze de beste zijn. Uiteindelijk explodeert het podium door de spanning tussen deze twee bands.